# Grodno, Tỉnh West Pomeranian
Grodno [ˈɡrɔdnɔ] (1947-2010: Jaromin; tiếng Đức: Jordansee)  là một nơi ven biển trên đảo Wolin, ở quận hành chính của Gmina Międzyzdroje, trong Kamień County, Zachodniopomorskie, ở tây bắc Ba Lan. Nó nằm khoảng 7 kilômét (4 mi) về phía đông bắc của Międzyzdroje, 17 km (11 mi) về phía tây Kamień Pomorski và 62 km (39 mi) phía bắc thủ đô khu vực Szczecin.
Có hai trung tâm nghỉ mát tại Grodno, Grodno I (trước đây là trung tâm nghỉ mát của chính phủ Ba Lan, được trao cho Công viên Quốc gia Wolin vào ngày 10 tháng 2 năm 2009) và Grodno II, một trung tâm nghỉ mát trong Công viên Quốc gia có bãi biển riêng.
Về phía đông nam của Grodno là hồ Gardno.